# Euxoa lillooet
Euxoa lillooet là một loài bướm đêm trong họ Noctuidae.